# Pardosa aciculifera
Pardosa aciculifera là một loài nhện trong họ Lycosidae.
Loài này thuộc chi Pardosa. Pardosa aciculifera được Jun Chen, Da-xiang Song & Li miêu tả năm 2001.